# Camilla Miehe-Renard
Camilla Miehe-Renard (* 1. Juni 1965 in Kopenhagen) ist eine dänische Journalistin, Moderatorin und Drehbuchautorin.

## Leben
Camilla Miehe-Renard wuchs als Tochter des Schauspielers Pierre Miehe-Renard und dessen Frau Elsebeth Farbo (1946–2014) gemeinsam mit einem jüngeren Bruder (* 1975) in Kopenhagen auf, wo sie bis heute lebt.
Nach ihrem Schulabschluss absolvierte sie ein Journalismus-Studium in Kopenhagen. Danach war sie Moderatorin beim Lokalsender Kanal 2. Später wechselte sie zum Sender Danmarks Radio, wo sie Musiksendungen moderierte. Danach moderierte sie mehrere Talkshow-Formate beim Sender TV 2, wo sie zeitweise auch Chefredakteurin war. Beim Eurovision Song Contest 1991 gehörte sie zum Moderatoren-und-Kommentatoren-Team im dänischen Fernsehen. Sie ist im Auftrag von Nordisk Film auch als Drehbuchautorin für Spielfilme und Fernsehformate tätig.
Camilla Miehe-Renard ist seit 2004 mit dem Geschäftsmann Nicolai Gohs (* 1975) verheiratet. Beide haben eine Tochter (* 2005).